# Otočje Juan Fernández
Juan Fernández (špa. Archipiélago Juan Fernández) je malo otočje u južnom Pacifiku, koji leži udaljen oko 650 km zapadno od Čilea kom upravno pripada.

## Zemljopisna obilježja
Arhipelag se sastoji od tri otoka, ukupne površine od oko 93 km². Najpoznatiji i najnaseljeniji je Isla Más a Tierra (Otok bliži kopnu), koji se danas zove Otok Robinsona Crusoea). On ima oko 47,9 km², udaljeniji i nešto veći (49.5 km²) je - Isla Más Afuera (Otok dalje od kopna) koji se danas zove Isla Alejandro Selkirk, on leži 160 km zapadnije, a treći otočić - Isla Santa Clara (otok Svete Klare), leži jugozapadno od Más Tierre. name
Sva tri su vulkanskog podrijetla, rezultat erupcija iz podmorske litosferne ploče Juan Fernández. Najviši vrh na Más Tierri visok je 915 metara, a na Más Afueri 1650 metara. Jedina dva poštena sidrišta leže na otoku Más Tierra, i to na njegovoj sjevernoj strani; to su Zaljev Cumberland (Bahia Cumberland) i Zaljev Otac (Bahía Padre), na krajnjem zapadu.

## Biljni i životinjski svijet
Otoci Juan Fernandez su dom velikom postotku rijetkih i endemskih biljaka i životinja, i priznati su kao zasebna ekoregija. Vulkanska podrijetlo i udaljena lokacija otoka znače da je otočki " biljni i životinjski svijet morao dosegnuti arhipelag iz mjesta daleko preko mora ; kao rezultat toga, otok je dom relativno malog broja biljnih vrsta i vrlo malog broja životinjskih vrsta. Najbliži rođaci tih biljaka i životinja nalaze se u širokolisnim i mješovitim šumama umjerenih predjela ekoregije južne Južne Amerike, uključujući Valdivijske umjerena kiša šuma, Mageljanove subpolarne šume i Desventuradas otoke.
Ima 209 autohtonih vrsta vaskularnih biljaka koje žive na otočju Juan Fernandez, od kojih su oko 150 cvjetnice, a 50 su paprati. Postoji 126 vrsta (62 %) koje su endemske, s 12 endemičnih rodova i jednom endemskom porodicom, Lactoridaceae. Mnoge biljke su karakteristične za floru Antarktike, a odnose se na biljke koje se nalaze u južnom Južnoj Americi, Novom Zelandu i Australiji. Vegetacijske zone uglavnom odgovaraju nadmorskim visinama, s travnjacima i šikarama na nižim visinama, visokim i planinskim šumama u sredini uzvišenja i šikarama na najvišim visinama. Dva glavna otoka imaju nešto različite biljne zajednice.
Alejandro Selkirk je uglavnom prekriven travnjak od 0 do 400 m, mjestimice šumovitim gudurama (Quebradas), domom suhih šuma Myrceugenia i Zanthoxylum fagara. Od 400 m do 600 m je niža gorska šuma, s gornjom gorskom šumom od 600 m do 950 m. Granica stabala je na oko 950 m, iznad kojeg su alpska makija i travnjaci,  gdje dominira umjereno Magellanovo raslinjem kao što je Acaena, Dicksonia, Drimys, Empetrum, Gunnera, Myrteola, Pernettya i Ugni. Na Robinson Crusoeu, travnjaci prevladavaju od 0 do 100 m, uvedeni grmova od 100 m do 300 m; visoke šume od 300 m do 500 m ;  planinske šume od 500 m do 700 m, s gustim pokrovom stabala  Cuminia fernandezia, Fagara i Rhaphithamnus venustus; papratove šume od 700 m do 750 m, a grmovite šume iznad 750 m. Santa Clara je prekrivena travnjacima.
Tri endemske vrste dominiraju visokim i nižim gorskim šumama arhipelaga, Drimys confertifolia na oba glavna otoka, Myrceugenia fernandeziana na Robinson Crusoe, i M. schulzei na Alejandro Selkirk. Endemske stable vrsta paprati južne hemisferi roda Dicksonia (D. berteriana na Robinson Crusoe i D. externa na Alexander Selkirk) i endemski rod Thyrsopteris (T. elegans) su glavne vrste u papratnih šuma. Endemska vrsta sandalovine, Santalum fernandezianum, pretjerano iskorištavana za mirisno drvo, nije viđena još od 1908. godine, a vjeruje se da je izumrla. Palma Chonta (Juania australis) je ugrožena.
Otočje Juan Fernández ima vrlo ograničene faunu, bez domaćih sisavaca, gmazova, ili vodozemaca. Sedamnaest kopnenih i morskih vrste ptica razmnožavaju se na otocima. Otok ima tri endemske vrste ptica i dvije endemske podvrste. Uvezena fauna uključuje štakore i koze. Robinson Crusoe je dom endemskih i ugroženih ptica, vatrene krune Juan Fernandez  (Sephanoides fernandensis). Ova velika ptica, oko 11cm duga, smatra se da ima samo oko 500 jedinki. Ostale endemske vrste ptica su Juan Fernández tit-tiranin (Anairetes fernandezianus), i Masafuera rayadito (Aphrastura masafuerae) na Alejandro Selkirk.  Na otocima je cijela poznata uzgojna populacija dviju vrsta burnica, stejnegerova burnica (Pterodroma longirostris, IUCN status VU) i burnica Juan Fernandez  (Pterodroma externa, IUCN status VU). Osim toga, na otocima još uvijek možda postoji i treća vrsta burnica, de fillippijeva burnica (Pterodroma defilippiana, IUCN status VU), čije je jedino drugo poznato mrjestilište na Desventuradas otocima.
Mageljanov pingvin se razmnožava na otoku Robinson Crusoe unutar arhipelaga. Endemski jastog Juan-Fernandez (bez kandži) živi u morskim vodama (Jasus frontalis). Na otocima također živi morski tuljan Juan Fernández   (Arctocephalus philippii). Ova vrsta je gotovo istrijebljena od šesnaestog do devetnaestog stoljeća, ali je ponovno pronađena godine 1965. Prema popisu stanovništva 1970. godine pronađeno je oko 750 krznenih tuljana koji žive tamo. Viđeni su samo dva na otocima Desventuradas, nalazi se oko 780 km na sjeveru. Stvarna populacija otoka Desventuradas može biti i veća, jer vrsta teži skrivanju po morskim špiljama. Čini se da je godišnji porast od 16-17 %.

## Povijest
Arhipelag je otkrio oko 1563. španjolski pomorac Juan Fernández, koji je čak neko vrijeme živio na njima, bavivši se uzgojem koza i svinja. Kad je on napustio arhipelag, više nitko nije živio na njemu, osim što bi ga povremeno posjećivali rijetki moreplovci.
Arhipelag je postao slavan zbog škotskog mornara Alexandra Selkirka, koji je nakon svađe sa svojim kapetanom - 1704. kao kaznu prihvatio da ga iskrcaju i ostave samog u zaljevu Cumberland na otoku Más Tierra. Selkirk je sam poput brodolomca uspio preživiti do 1709. kad je pronađen i spašen. Pretpostavlja se da je on poslužio Danielu Defoeu kao protutip za roman Robinson Crusoe.
Otoci su početkom 19. vijeka postali čileanski posjed, koji ih je koristio kao kažnjeničku koloniju, naročito za političke zatvorenike. Danas su stalno naseljeni (i to rijetko) Más Tierra (Robinson Crusoe (otok)) i Más Afuera (Alejandro Selkirk), dok je Isla Santa Clara nenaseljena. Većina stanovnika arhipelaga danas živi u selu - Robinson Crusoe u zaljevu Cumberland (Bahía Cumberland). Malobrojni stanovnici - 2002. bilo ih je samo 598, uglavnom se bave ribolovom na jastoge.
Tijekom doba pomorske trgovine krznom doba početkom 19. stoljeća otoci su bili izvor krzna od tuljanove kože, a morski lav s Juan Fernándeza gotovo je izumro. U svojoj knjizi, „dvije godine ispred jarbola“ (poglavlje VII), Richard Henry Dana, Jr. opisao otoke kako ih je pronašao oko 1834. U to vrijeme glavni otok bio korišten kao kažnjenička kolonije. Međutim, kada je Dr. John Coulter posjetio kaznionicu ranih 1840-tih, on je izvijestio da je napušten nakon što su se osuđenici pobunili i pobili vojnike koji su ih držalu u ropstvu. Zatvorenici su pobjegli na čileansko kopno, gdje su ih kasnije lovili i ubili Priča se pojavljuje u Coulterovoj knjizi „pustolovine na Pacifiku (1845.)“. Godine 1908. Otoke je posjetila švedska mageljanova ekspedicije i Carl Skotts berg se vjeruje da je bio posljednji koji je vidio stablo Santalum fernandezianum živo.
Krajem 1914. otoci su bili sastajalište za istočnoazijsku eskadrilu admirala Maximiliana von Speea koji je skupio svoje brodove zajedno prije pobjede nad Britancima pod admiralom Christopherom Cradockom u bitci kod Coronela. Nakon pobjede Kraljevske mornarice u bitci kod Falklandskih otoka mjesec dana kasnije, jedina preživjela njemačka krstarica, SMS Dresden, bila je lovljena i stjerana na Más Tierra početkom 1915. godine, gdje je potopio nakon kratkog borbe s britanskim krstaricama.
Godine 1966. čileanska vlada je preimenovala otok Más Afuera  u otok Alejandro Selkirk te Más Tierra kao Robinson Crusoe, u cilju promicanja turizma. Usput, Selkirk nikada kročiti na Mas Afuera, samo na Más Tierra. Dana 30. srpnja 2007. godine, ustavna reforma dala je otočju Juan Fernández i Uskršnji otok status "posebnim područjima" Čilea. Do donošenja povelje arhipelag će se i dalje voditi kao općina u regiji Valparaíso. 
Dana 27. veljače 2010. godine,  otk je pogodio tsunami nakon kojeg je uslijedio potres jačine 8,8 s epicentrom kodMaulea, uzrokujući najmanje 8 smrtnih slučajeva. Jedanaest osoba je prijavljeno kao nestale. Neka rana izvješća opisujuje tsunami val visok 40 metara, ali kasnija izvješća ga mjere 3 m. Većina grada San Juan Bautista na Robinson Crusoe bila je uništena.

## Klima
Otoci imaju suptropsku mediteransku klimu, moderiranu hladnom Humboldtova struja, koja teče prema sjeveru uz istok otoka, te pasatima s jugoistoka. Temperature u rasponu od 3° C do 34°C, s godišnjim srednjom od 15.4 ° C. Više kote su uglavnom hladnije, s povremenim mrazom na Robinsonu Crusoeu.
Prosječna godišnja količina oborina je 1081 mm, varira od 318 mm do 1698 mm godine u godinu. Velik dio varijabilnosti padalina ovisi o El Niño-južnoj oscilaciji. Oborine su veće u zimskim mjesecima, a ovise o nadmorskoj visini i izloženosti; nadmorske visine iznad 500 m suočavaju se s gotovo svakodnevnom kišom, dok je zapadna, zavjetrinska strana Robinsona Crusoea i Svete Klare sasvim suha.

## Stanovništvo
Prema podacima iz popisa stanovništva 2012. godine, općina Juan Fernández je imala 900 stanovnika; Od tog broja, njih 800 (88.9 %) je živjelo u urbanim područjima a 100 (11,1 %) u ruralnim područjima. U to vrijeme bilo je 536 muškaraca i 364 žena. Većina stanovništva je europskog podrijetla, uglavnom španjolskog, britanskog, njemačkog i drugih europskih nacija. 

## Uprava
Kao općina, otočje Juan Fernández je administrativna podjela treće razine Čilea kojom upravlja općinsko vijeće, na čelu s gradonačelnikom, koji se izravno bira svake četiri godine. Gradonačelnik za razdoblje 2012. – 2016. je Felipe Paredes Vergara.
U sklopu izborne podjelama Čilea, općinu su u Zastupničkom domu predstavljali Joaquín Godoy (RN) i Aldo Cornejokroz (PDC) u sklopu 13. izborne jedinice (zajedno s regijom Valparaíso i Uskršnjim otokom).  

## Vanjske poveznice
- http://www.comunajuanfernandez.cl/
- http://www.travel-images.com/juan-fernandez.html